# Matka (jezero)
Matka (makedonsky Езеро Матка) je nejstarší umělé jezero v Severní Makedonii, nacházející se na severozápadě země, asi patnáct kilometrů západně od Skopje nad obcí Saraj v kaňonu Matka na řece Treska. Bylo napuštěno po vybudování přehradní hráze v roce 1938. Hráz i vodní elektrárna byla pojmenována Svatý Andrej, podle kláštera ležícího v současnosti na břehu asi 200 metrů proti proudu řeky. Autorem návrhu hráze byl Miladin Pekjinar, důvodem k vybudování vodní elektrárny bylo zásobování města Skopje elektrickou energií. 
Voda jezera je kromě výroby elektrické energie využívána i pro zavlažování. Jezero je využíváno i ke sportovnímu rybolovu. Hráz přečkala i dvě velké povodně, první v roce 1962 a druhou v roce 1979. Výška hráze byla zvolena záměrně tak, aby ani při povodni nedošlo k zatopení kláštera Svatého Andreje, ke kterému byla taktéž vybudována stezka ve skále na svazích kaňonu. Předtím byl totiž klášter jen velmi obtížně přístupný. Klášter Svatého Andreje byl vybudován v letech 1388–1389 a nazván podle druhého syna krále Vukašina a bratra kralevice Marka.
Kaňon je domovem mnoha endemických druhů motýlů, v četných jeskyních sídlí velké populace netopýrů. Jeskyně byly v minulosti útočištěm mnoha mnichů a poustevníků, kteří zde meditovali a hledali spojení s Bohem. Největší jeskyně se nazývají Vrelo, Ubava, Podvrelo a Krstalna. Nachází se v nich mnoho stalaktitů a stalagmitů, vodopády. Některé jeskyně jsou částečně zatopeny nebo se v nich nalézají jezírka. Jeskyně Vrelo je považována za nejhlubší sladkovodní jeskyni na světě. I přes několik pokusů nebyla skutečná hloubka zatopené části jeskyně dosud stanovena, Vrelo tak může být nejhlubší podvodní jeskyní v Evropě. Při průzkumu bylo dosaženo hloubky více než 203 metrů.

## Galerie

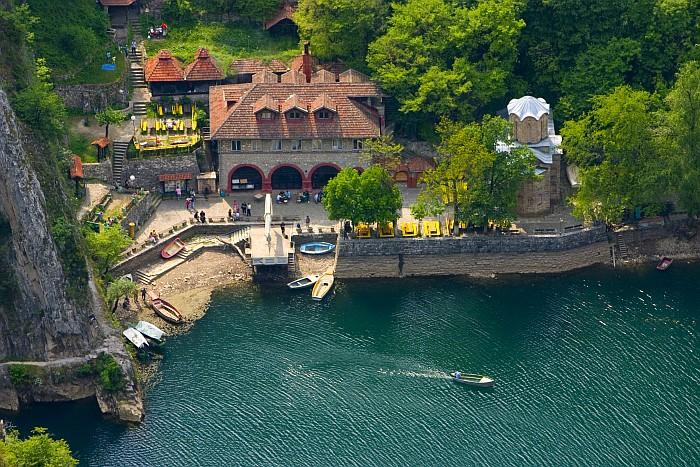
Klášter Sv. Andreje
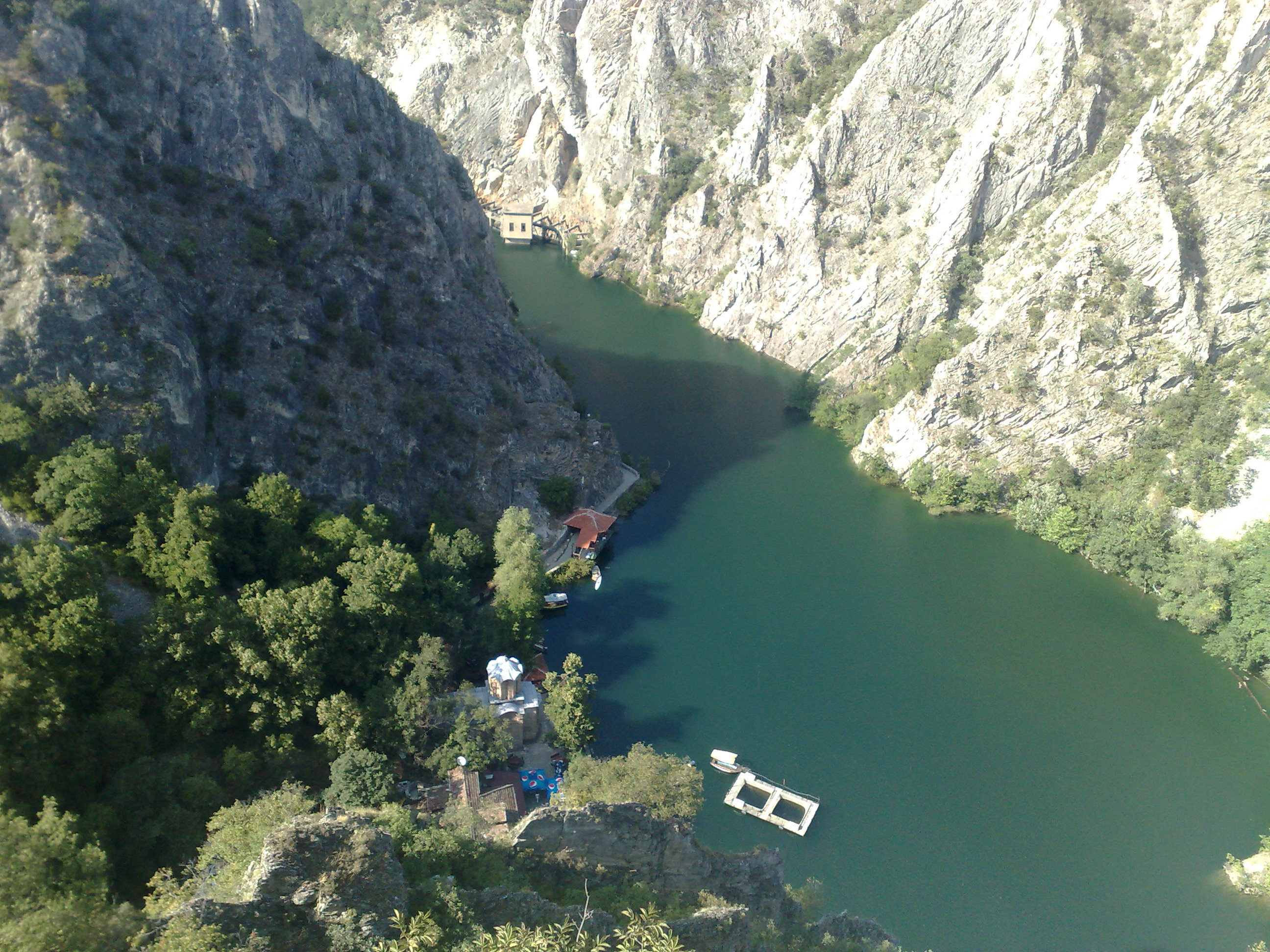
Klášter Sv. Andreje
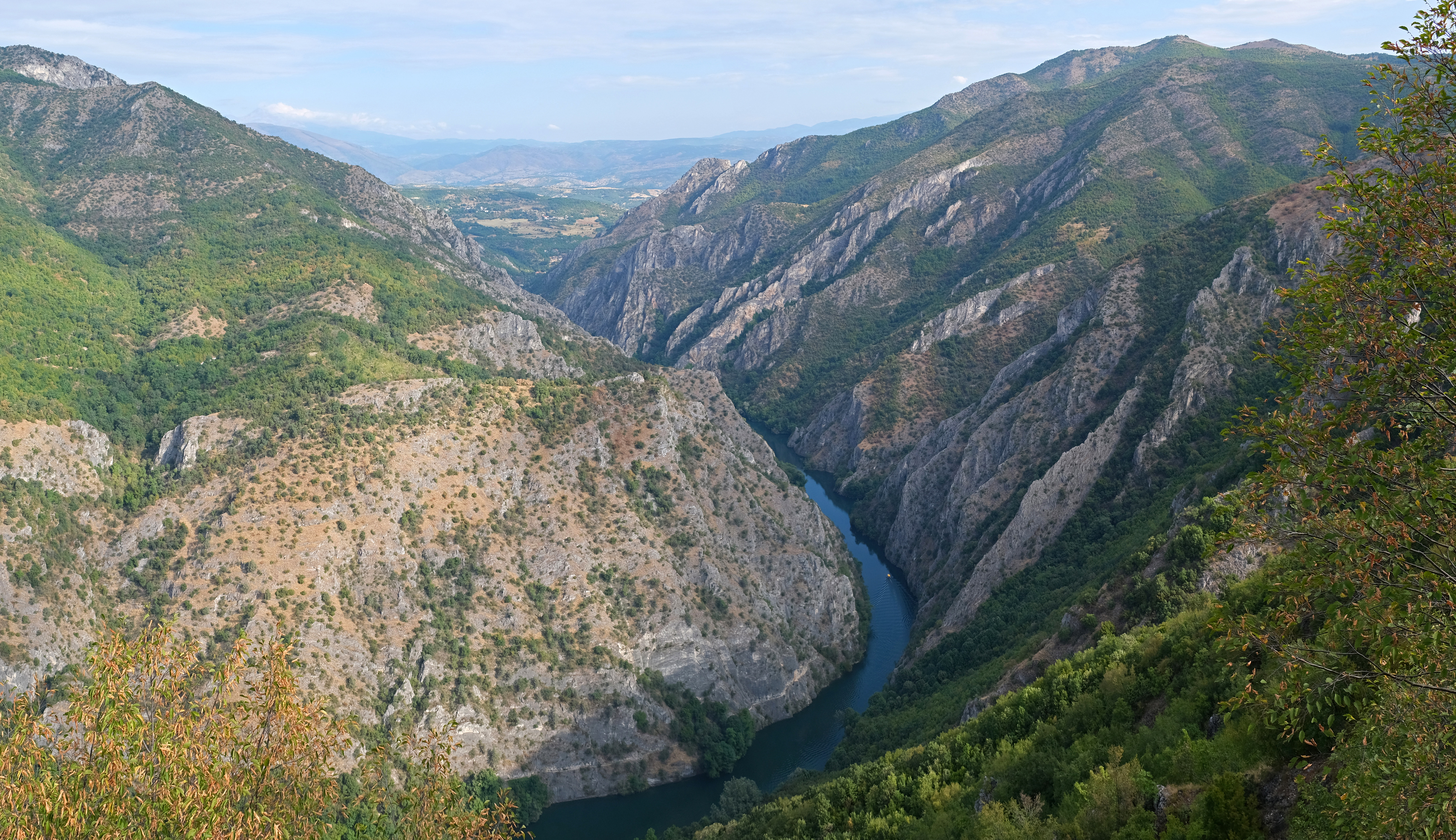
Pohled na jezero
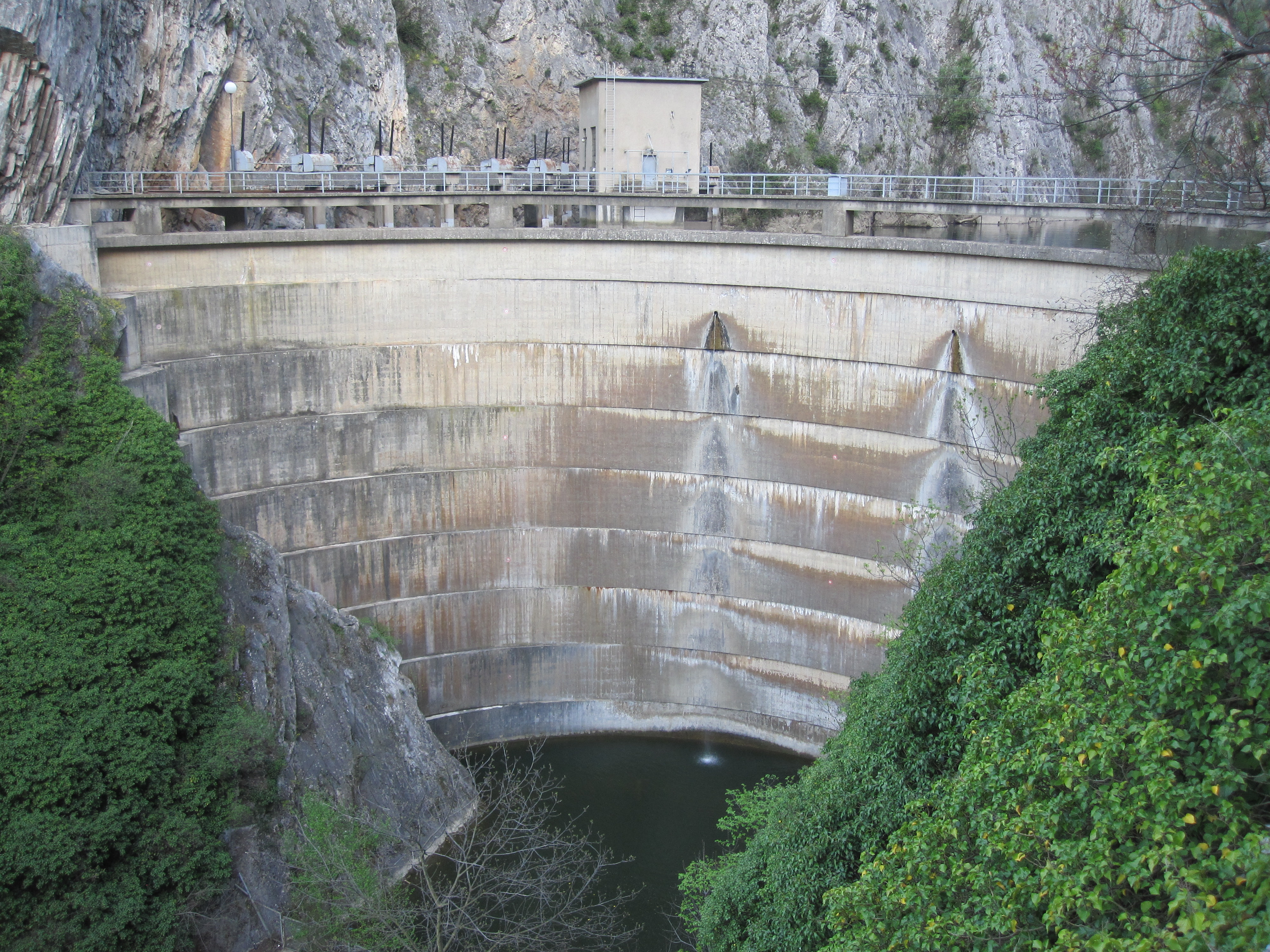
Hráz